# Standl

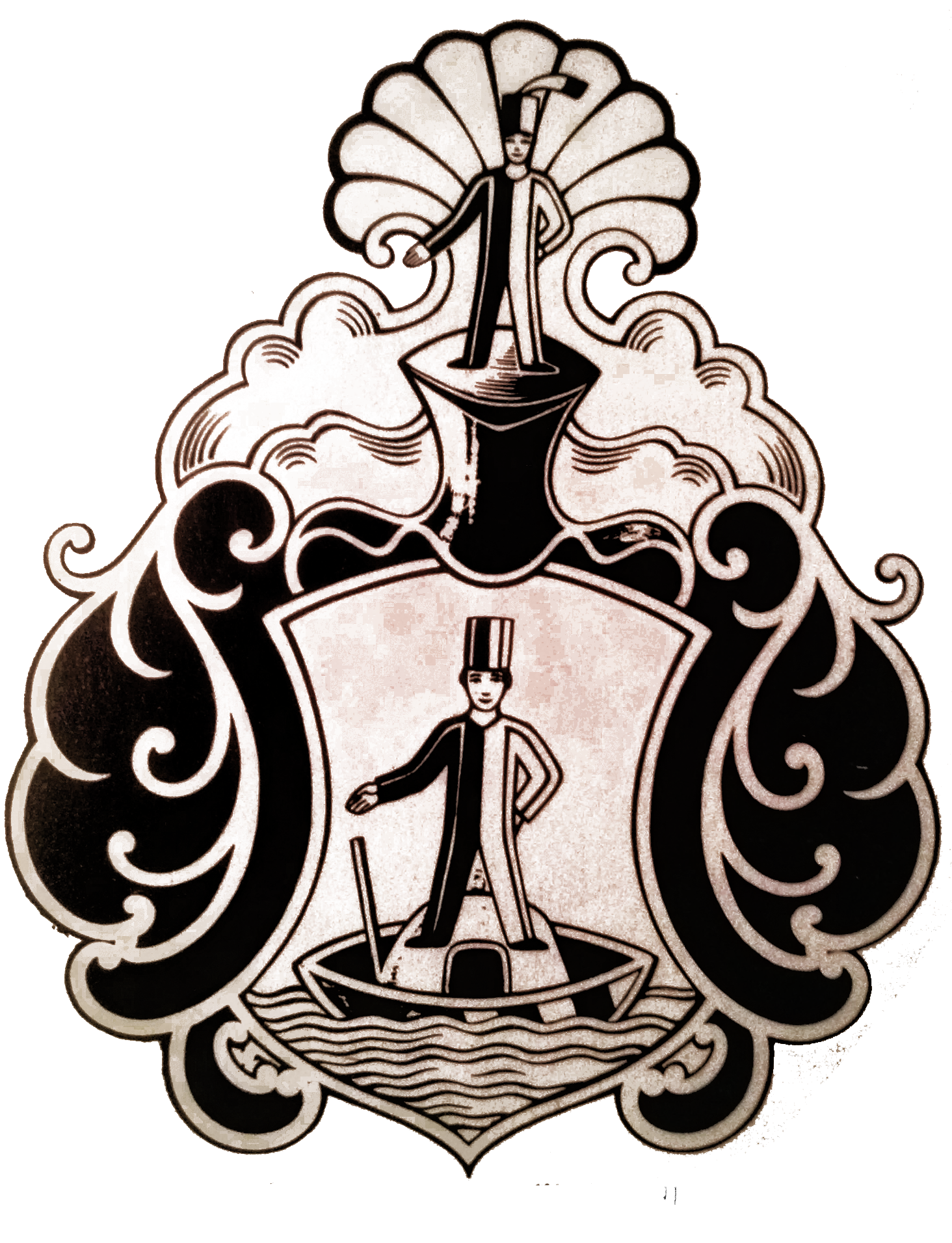
Stammwappen der Standl verliehen 1530 durch Kaiser Karl V.

Standl ist ein Familienname aus dem Salzburgischen und ist mit der Schifffahrt und dem Salztransport auf der Salzach verbunden.

## Herkunft und Geschichte des Geschlechtes der Standl
Der Name Standl wird im Jahr 1343 (4. Juli) erstmals urkundlich erwähnt. In dieser Urkunde erneuerte Fürsterzbischof Heinrich (1338–1343) das „gemeine und männiglich angeerbte Reicht der Schiffherren zu Laufen“. Der Name Standl scheint hier als erblicher Fürsprecher und Vertreter der Schiffergemeinde auf. Das Geschlecht der Standl zählte daher bereits in der ersten Hälfte des 14. Jahrhunderts zu den angestammten Schifferfamilien. Nur Mitglieder dieser Familien bekleideten das Ausfergenamt und hatten das Recht, Schifffahrt auf der Salzach zu betreiben.

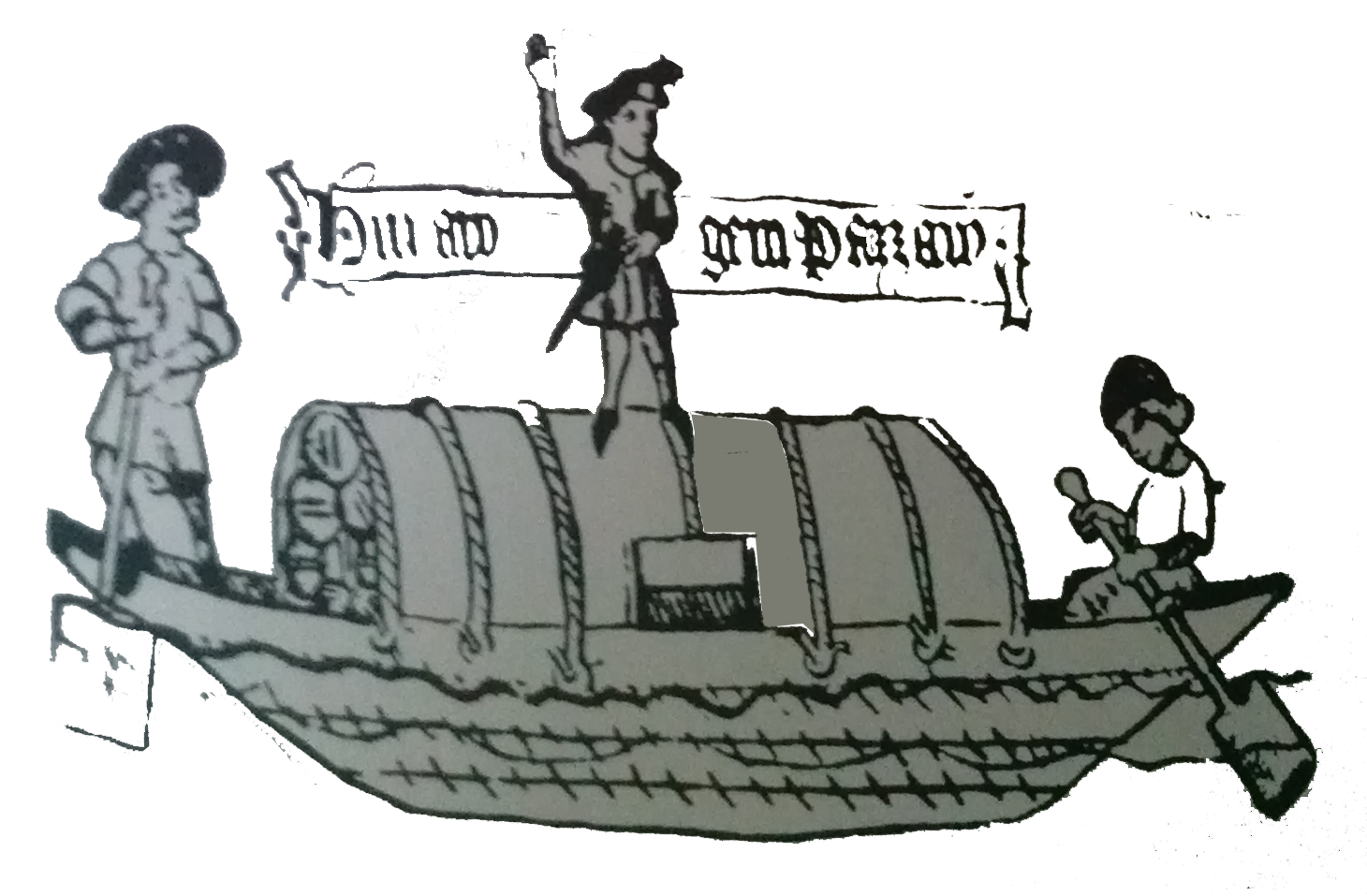
Darstellung einer Naufahrt im Schiffleutzechbuch aus dem Jahr 1322.

Epitaph der Familie Standl im Kreuzgang der Laufener Stiftskirche, 2. Hälfte 16. Jahrhundert, Adneter Kalkmarmor.

## Das Amt des Erbausfergen und Naufergen
Die Ausfuhr des Halleiner Salzes zu Wasser durfte seit alters nur mit erzstiftisch salzburgischen Schiffen erfolgen. Dieses Recht machten sich die Bürger der Stadt Laufen zu Nutzen, und man unterschied schon im 10. Jahrhundert zweierlei Bürger, die sich mit der Salzausfuhr beschäftigten, nämlich Schiffherren und (Erb-)Ausfergen einerseits und den Naufergen anderseits; die einen waren Eigentümer der Schiffe, die anderen führten sie stromabwärts. „Ferg“ war in alter Zeit der Führer eines Schiffes, eines  Floßes oder einer Fähre. Das Ausfergenamt geht vielleicht auf eine Belehnung Erzbischof Wlodizlaus (1265–1270) zurück, möglicherweise ist das Amt aber älter. 1267 belehnte Wlodizlaus 27 Laufner Schiffsherren mit dem „Ouzverigamt“. 1278 erlässt Erzbischof Friedrich II. von Walchen (1270–1284) eine Ordnung für die Ausfergen in Laufen. Die Ausfergen gehörten zum Laufener Patriziat und hatten damit eine ähnliche gehobene Stellung wie der niedere ritterliche Adel. Die Ausfergen bauten in den nächsten Jahrzehnten ihre Macht weiter aus. Ihre Geschäftsmethoden wurden so rigoros, dass im Jahr 1530 Kardinal Matthäus Lang von Wellenburg (1519–1540) eingriff und das Amt neu ordnete. Bis dahin stellten 30 Familien 40 Ausfergen, danach waren es nur noch vier Familien, darunter das Geschlecht der Standl. Die Familie stieg zum Salzburger Adel auf. Im Jahr 1530 anerkennt Kaiser Karl V. mit einem Handschreiben ausdrücklich das Amt der Standl an und verleiht der Familie ein Stammwappen. Die handschriftliche Urkunde befindet sich noch gegenwärtig im Besitz der Familie. Das Ausfergenrecht besagt, dass nur die Schiffe dieser Ausfergen bei der Salzausfuhr gebraucht werden durften und dass nur sie allein berechtigt waren, das Salz auf den Schiffen zu verfrachten. Sie besaßen das alleinige Recht, Schiffe zu besetzen und auf dem Strom zu leiten. Im Kriegsfall hatten die Laufner sechs „wohlgerüstete Ausfergen“ zu stellen. Vermutlich findet das noch heute bestehende Schifferschützen-Corps von Laufen-Oberndorf dort seine Wurzeln. Das Amt wurde im 15. Jahrhundert zu einem adeligen Lehen. Ausfergen hatten das Recht, „andere für sich zur wirklichen Ausfuhr des Salzes“ (= Schiffsknechte) zu bestellen. Die vier Erbausfergen bildeten innerhalb des Salzburger Landadels eine besondere Klasse, die im Rang den Inhabern der Erbämter nachstanden, den übrigen Rittergeschlechtern aber vorangingen. Die vier Erbausfergengeschlechter mussten jährlich am Vorabend von Epiphanie dem Landesfürsten 32 Stück Dukaten in einem „rothsamtenen Beutel“ überreichen. 1611 endete nach einem neuen Vertrag die dominante Stellung des Halleiner Salzes, was zu einem deutlichen Rückgang der Salzschifffahrt mit entsprechenden Folgen für Laufen führte. Durch die neuen Verträge fand auch das freie Unternehmerdasein der Fertiger, nicht aber der Erbausfergen, ein Ende. Den Titel Erbausferge gab es noch bis zum Anfang des 19. Jahrhunderts. Mit der Säkularisation sind sämtliche Privilegien der Erbausfergen erloschen. Die bekanntesten Erbnaufergengeschlechter waren die Standl und Edelmann.

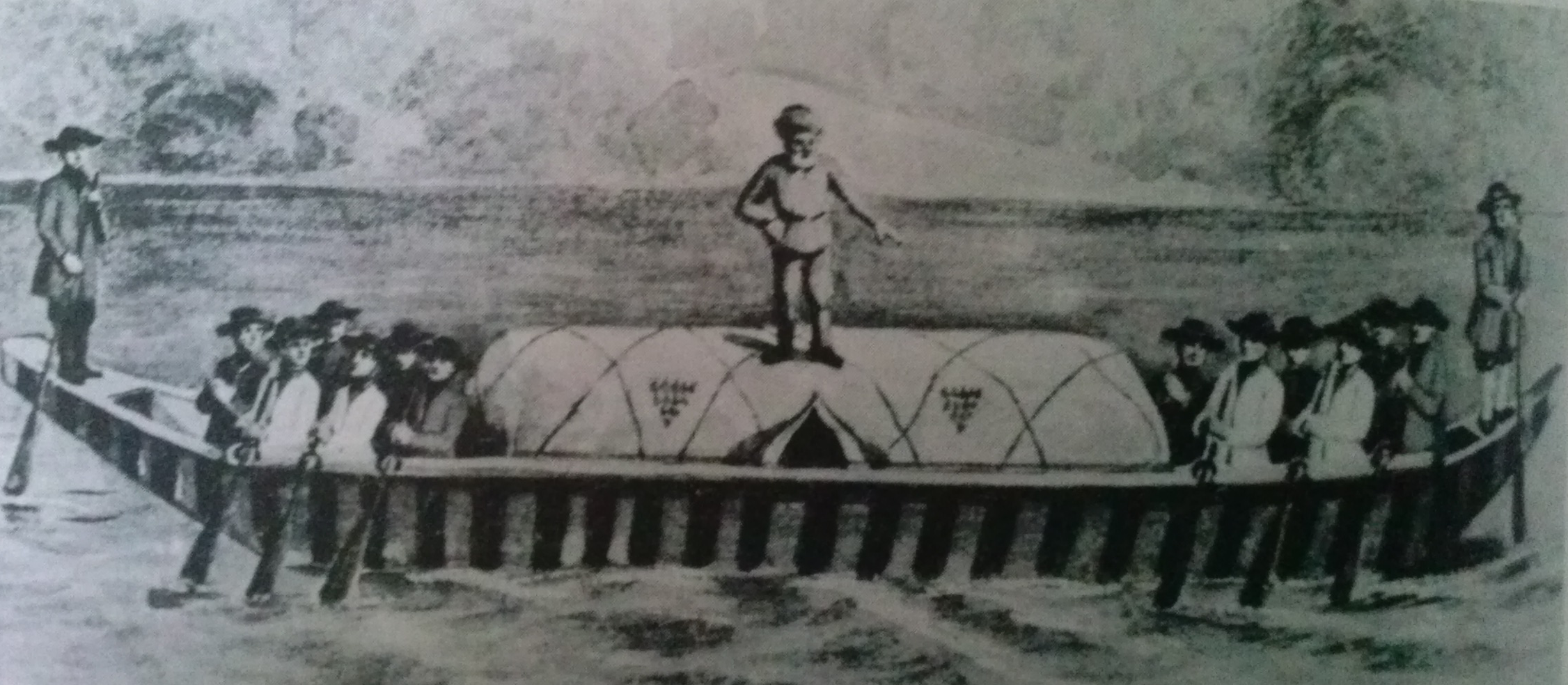
Darstellung einer Naufahrt aus dem Jahr 1571

## Bedeutung des Namens und Stammwappens
Der Name leitet sich von Standung ab. Darunter verstand man den Aufbau in der Mitte der Naufahrt, auf dem die Schiffer stehen konnten. Die Naufahrt war die große Zille des Ausfergen. Sie war das größte Schiff bei einem Meistersalz (= Salzschiff-„Konvoi“, bestehend aus 31 Schiffen). Auf ihr fuhr der Ausferge den anderen Hallaschen voran. Eine Naufahrt war mit 11 Mann besetzt. Maße einer Naufahrt: 10 Werkschuh Breit (=3 m), 19 Klafter Länge (=36,8 m).
Das Wappen der Standl zeigt den Ausfergen auf der Standung einer Naufahrt. Die Erbausfergen hatten das Rechte, ihre Schiffe mit ihren Wappen zu kennzeichnen. Es handelte sich um Familienwappen mit einfachen Symboldarstellungen, die eine Beziehung zum Namen des Betreffenden herstellen sollten.

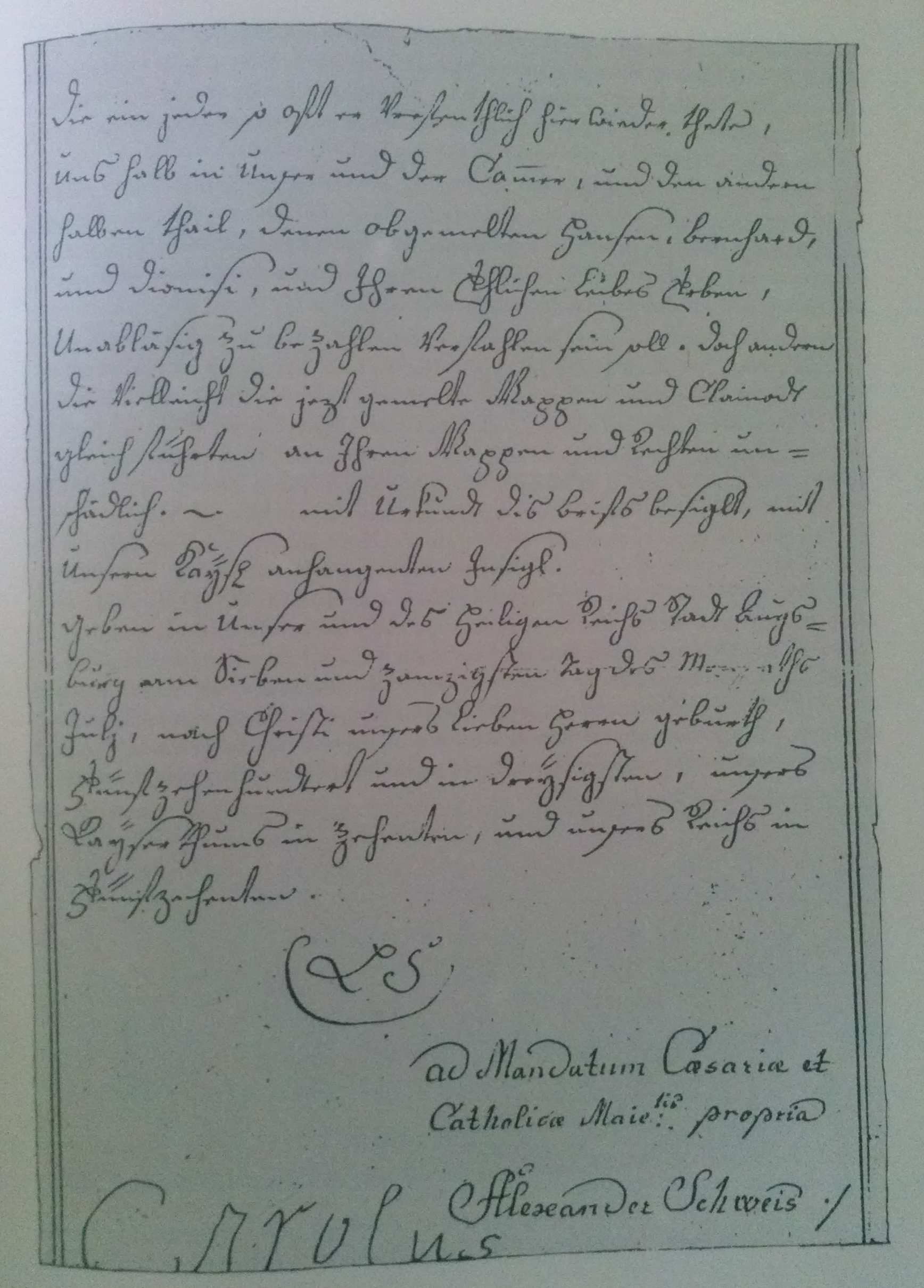
Urkundliche Anerkennung des Ausfergenamtes der Familie Standl durch Kaiser Karl V. im Jahr 1530.

## Verbreitung
Der Familienname Standl kommt vor allem im nördlichen Salzburger Flachgau und im angrenzenden Bayerischen Rupertiwinkel vor. Hier hauptsächlich in den Städten Oberndorf und Laufen. Der Name Standl ist der 6.372. häufigste Name in Österreich. Die Standls leben in 17 Städten und Gemeinden. Die meisten davon sind in Salzburg-Umgebung gemeldet, nämlich 23. Weitere Gemeinden mit besonders vielen Namensträgern sind Kufstein (11), Braunau (8), Salzburg (5), und Mödling (4). In Deutschland gibt es 78 Einträge zum Namen Standl und damit ca. 208 Personen mit diesem Namen. Diese leben in 20 Städten und Landkreisen. Die meisten Personen mit diesem Namen sind in Berchtesgadener Land gemeldet, nämlich 26. Weitere Kreise/Städte mit besonders vielen Namensträgern sind München (10), Weilheim-Schongau (7), Hagen (5), Rosenheim (5), Mühldorf a. Inn (4) und Erding (4),Illingen/Saarland (1).

## Standl ist der Familienname folgender Personen
- Eberhard Standl (* 1942), deutscher Diabetologe
- Günter Standl (* 1963), deutscher Fotograf und Künstler
- Hans Standl (1926–2021), deutscher Sportschütze
- Harald Standl (1959–2015), deutscher Geograph
- Hermann Standl (* 1964), deutscher Maler
- Ivan Standl (1832–1897), Photograph
- Josef Standl (1954–1970), Hauptmann des Schifferschützen-Corps;1970–1974 Ehrenhauptmann und Schützenmayor der Flachgauer Schützen
- Josef Alois Standl (* 1945), österreichischer Journalist und Buchautor
- Rupert Standl (1803–1881), Theaterdirektor
- Simone Standl (* 1962), deutsche Journalistin

## Quellen

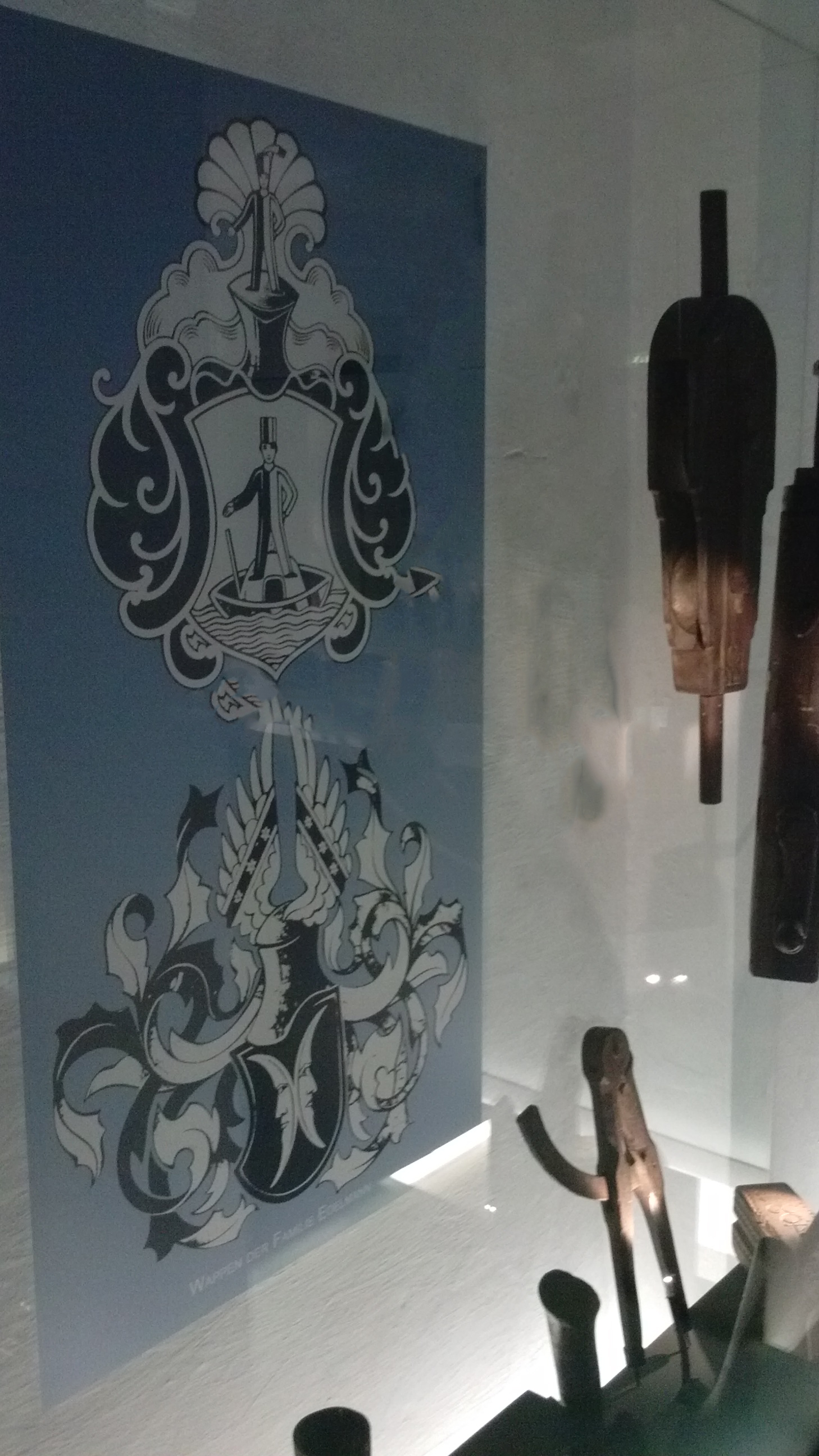
Familienwappen mit Artefakten aus der Geschichte der Salzachschiffahrt